# Stazione meteorologica di Campo Imperatore
La stazione meteorologica di Campo Imperatore è stata la stazione meteorologica di riferimento per il Servizio Meteorologico dell'Aeronautica Militare e per l'Organizzazione Meteorologica Mondiale, relativa alla località montuosa di Campo Imperatore.

## Descrizione
Una prima stazione meteorologica rimase in funzione a Campo Imperatore tra il 1939 e il 1940. Successivamente, il Servizio Meteorologico dell'Aeronautica Militare attivò una stazione meteorologica di terza classe presso il Rifugio Duca degli Abruzzi il 13 agosto 1941 a 2.387 metri s.l.m., che venne successivamente dismessa nel luglio 1943.
A partire dal 9 febbraio 1948 venne attivata una nuova stazione meteorologica presso l'Hotel Campo Imperatore dove rimase in funzione fino alla sua dismissione avvenuta il 13 giugno 1982: questa stazione meteorologica si trovava nell'area climatica dell'Italia centrale, in Abruzzo, in provincia dell'Aquila, nell'area montuosa di Campo Imperatore, a 2.138 metri s.l.m. e alle coordinate geografiche 42°26′32.62″N 13°33′31.85″E; a partire dagli anni 60 alla stazione meteorologica venne assegnata la denominazione di Gran Sasso, rinvenibile anche negli archivi climatici NOAA. 
Nel corso della sua attività era classificata come stazione meteorologica di alta montagna di seconda classe, con orario di servizio tra le ore 4 e le ore 18 UTC e gli strumenti collocati sulla terrazza sommitale al quarto piano dell'albergo. Il codice WMO 16228 venne assegnato alla stazione meteorologica di Preturo, che venne attivata nel giugno 1982 a seguito della dismissione del teleposto meteorologico di Campo Imperatore.

## Dati climatologi

### Dati climatologici 1961-1990
Secondo i dati medi del trentennio di riferimento climatico 1961-1990, ancora in uso per l'Organizzazione meteorologica mondiale, definita Climate Normal (CLINO) ed effettivamente elaborata tra il 1961 e il 1981, la temperatura media del mese più freddo, febbraio, si attesta a -4,0 °C, mentre quella del mese più caldo, agosto, è di +11,2 °C.
Le precipitazioni medie annue sfiorano i 900 mm e sono distribuite mediamente in 100 giorni, molto spesso nevose nei mesi tra novembre ed aprile; presentano un picco in autunno, un massimo secondario in estate per i temporali termoconvettivi, mentre un minimo relativo viene registrato in inverno.
| Campo Imperatore (1961-1990) | Mesi | Mesi | Mesi | Mesi | Mesi | Mesi | Mesi | Mesi | Mesi  | Mesi  | Mesi | Mesi | Stagioni | Stagioni | Stagioni | Stagioni | Anno  |
| Campo Imperatore (1961-1990) | Gen  | Feb  | Mar  | Apr  | Mag  | Giu  | Lug  | Ago  | Set   | Ott   | Nov  | Dic  | Inv      | Pri      | Est      | Aut      | Anno  |
| ---------------------------- | ---- | ---- | ---- | ---- | ---- | ---- | ---- | ---- | ----- | ----- | ---- | ---- | -------- | -------- | -------- | -------- | ----- |
| T. max. media (°C)           | −1,3 | −1,5 | 0,5  | 2,7  | 7,4  | 10,9 | 13,9 | 14,0 | 10,4  | 6,4   | 2,2  | −0,3 | −1,0     | 3,5      | 12,9     | 6,3      | 5,4   |
| T. min. media (°C)           | −6,4 | −6,5 | −4,8 | −2,5 | 1,9  | 5,5  | 8,1  | 8,4  | 5,6   | 2,1   | −2,0 | −4,8 | −5,9     | −1,8     | 7,3      | 1,9      | 0,4   |
| Precipitazioni (mm)          | 38,8 | 51,9 | 45,6 | 67,0 | 83,4 | 87,8 | 88,5 | 82,8 | 106,9 | 112,4 | 75,4 | 57,7 | 148,4    | 196,0    | 259,1    | 294,7    | 898,2 |
| Giorni di pioggia            | 5    | 7    | 8    | 9    | 10   | 10   | 8    | 9    | 9     | 9     | 9    | 7    | 19       | 27       | 27       | 27       | 100   |